# Thomas Hauser (Autor)
Thomas Hauser (* 27. Februar 1946 in New York City) ist ein US-amerikanischer Schriftsteller und Journalist. Bekannt ist er insbesondere für sein 1978 erschienenes Buch The Execution of Charles Horman, das ihm eine Nominierung für den Pulitzer-Preis einbrachte und als Vorlage für den mit der Goldenen Palme ausgezeichneten Spielfilm Vermißt diente. 1991 wurde er zudem mit dem William Hill Sports Book of the Year  Award für seine Biographie von Muhammad Ali ausgezeichnet.

## Leben
Thomas Hauser wurde am 27. Februar 1946 in New York City geboren. In den 1960er Jahren studierte er dort Rechtswissenschaften an der Columbia University. Dieses Studium schloss er dann 1970 erfolgreich ab und arbeitete dann anschließend von 1971 bis 1977 als Anwalt für die Kanzlei Cravath, Swaine & Moore.
Im Rahmen dieser Tätigkeit vertrat Thomas Hauser mehrfach Klienten bei Klagen gegen staatliche Stellen oder Angestellte, unter anderem arbeitete er dabei für auch für Arthur und Doris Krause, deren Tochter Allison 1970 beim Kent-State-Massaker umkam. Thomas Hauser kam dann über gemeinsame Bekannte in Kontakt mit Ed Horman, der Regierungsangestellte verdächtigte an der Ermordung seines Sohnes Charles während des Putsches in Chile indirekt beteiligt gewesen zu sein. Thomas Hauser riet Ed Horman von einer Klage ab, da diese sich vermutlich über Jahre hinziehen würde und nur geringe Erfolgsaussichten besäße. Er schlug ihm stattdessen vor, ein Buch über den Fall zu schreiben. Ed Horman lehnte dies zunächst ab, gab aber dann später nach dreieinhalb Jahren erfolgloser Gerichtsverfahren seine Einwilligung. Thomas Hauser ließ sich daraufhin von seiner Kanzlei beurlauben, um an dem Buch zu arbeiten. Er veröffentlichte es im Januar 1978 unter dem Titel The Execution of Charles Horman (späterer Titel Missing). Sein Debüt als Autor brachte ihm Nominierungen für den Pulitzer-Preis und den National Book Award ein und wurde 1982 erfolgreich verfilmt. Thomas Hauser ist seitdem hauptberuflich als Schriftsteller und Journalist tätig.

## Werk
Thomas Hauser veröffentlichte über 37 Bücher und schrieb zahlreiche Beiträge für Zeitungen und Internetmedien, unter anderen für die New York Sun und SecondsOut.com. Bekannt war er zunächst für sein Erstlingswerk, vor allem nachdem es verfilmt worden war. Später machte er sich dann auch einen Namen als Boxexperte, indem er zahlreiche Bücher und Artikel zum Thema Boxen veröffentlichte. 1988 schrieb er zusammen mit dem Mediziner Robert Peter Gale ein Buch über dessen persönliche Erfahrungen als Leiter eines medizinischen Teams in Tschernobyl. Das Buch wurde 1989 unter Titel Chernobyl: The Final Warning veröffentlicht und 1991 unter gleichem Namen mit Jon Voight und Jason Robards in den Hauptrollen verfilmt.

### Missing
The Execution of Charles Horman beschreibt die Hintergründe und Umstände der Verhaftung und späteren Ermordung des US-Amerikaners Charles Horman während des Putsches in Chile. Dabei wird die Verwicklung amerikanischer Stellen in den Putsch in Chile beleuchtet und auch der Kampf, den seine Frau Joyce und sein Vater Edmund mit unkooperativen chilenischen und amerikanischen Behörden um die Aufklärung seines Schicksals führten. Nach dem zunächst ungeklärten Verschwinden seines Sohnes fliegt Edmund Horman 1973 nach Chile, um seiner Schwiegertochter Joyce bei Suche nach seinem Sohn zu helfen.

### Boxen
Seit den 1990er Jahren machte sich Thomas Hauser einen Namen als Box-Experte. Er veröffentlichte eine Reihe von Büchern über den Boxsport, darunter auch mehrere Bücher über Muhammad Ali. Für sein 1991 erschienenes Buch Muhammad Ali: His Life and Times wurde er mit dem William Hill Sports Book of the Year Award ausgezeichnet. Neben seinen Büchern verfasste Thomas Hauser auch zahlreiche Artikel und Kolumnen zu Box-Themen und trat als Experte in verschiedenen Filmdokumentationen auf. Er wurde 2005 für seine Arbeit als Journalist mit dem Nat Fleischer Award for career excellence in boxing journalism ausgezeichnet.

## Werke (Auswahl)

### Sachbücher
- The Execution of Charles Horman: An American Sacrifice (1978)
- The Black Lights: Inside the World of Professional Boxing . McGraw-Hill, 1986
- mit Robert Peter Gale: Final Warning: The Legacy of Chernobyl  (1989)
- Muhammad Ali: His Life and Times (1991)
- An Unforgiving Sport: An Inside Look at Another Year in Boxing. University of Arkansas Press 2009

### Romane
- Ashworth and Palmer (1981)
- Agatha's Friends (1983)
- Hanneman's War (1984)
- The Beethoven Conspiracy (1984)
- Dear Hannah (1987)
- The Hawthorne Group (1991)
- Harder Than It Looks: The Final Recollections of Mark Twain. Hastings House Publications, 1998
- Mark Twain Remembers: An Imaginative Chronicle (1999)
- Finding the Princess: A Novel (2000)
- Harder Than It Looks: The Final Recollections of Mark Twain
- he Final Recollections of Charles Dickens. Counterpoint, 2014
- The Baker’s Tale: Ruby Spriggs and the Legacy of Charles Dickens. Counterpoint, 2015